# Décomposition d'Adomian
La décomposition d'Adomian est une méthode semi-analytique de résolution d'équations différentielles développée par le mathématicien américain George Adomian (en) durant la seconde partie du XXe siècle. On rencontre fréquemment l'utilisation d'ADM pour Adomian Decomposition Method.

## Généralités
On considère le problème de Cauchy suivant :
{\displaystyle {\dfrac {dy}{dt}}=f(t,y)\quad {\text{et}}\quad y(0)=y_{0}}
Cette équation vérifiée par y est générale dans la mesure où y peut être à valeurs vectorielles et que nous n'avons pas de condition sur f. Il faut bien noter que dans cette méthode, il est plus commode de considérer y comme un vecteur et f comme une fonction pour éviter des confusions :
{\displaystyle {\begin{matrix}f:&\mathbb {R} \times \mathbb {R} ^{d}&\to &\mathbb {R} ^{d}\\&(t,y)&\mapsto &f(t,y)\end{matrix}}}
Considérant que f est analytique proche de y=y0 et t=0, résoudre le problème initial revient à résoudre :
{\displaystyle y(t)=y_{0}+\int _{0}^{t}f\left(s,y(s)\right)\,\mathrm {d} s}

## Méthode d'Adomian
La méthode d'Adomian consiste à décomposer y comme une série :
{\displaystyle y=y_{0}+\sum _{n=1}^{\infty }y_{n}}
et à décomposer de la même manière la fonction f :
{\displaystyle f(t,y)=\sum _{n=0}^{\infty }A_{n}(t,y_{0},y_{1},...,y_{n}),}
où les fonctions An sont les polynômes d'Adomian, calculés formellement comme-ci :
{\displaystyle A_{n}={\frac {1}{n!}}{\frac {\mathrm {d} ^{n}}{\mathrm {d} \varepsilon ^{n}}}f\left(t,\sum _{i=1}^{\infty }y_{i}\varepsilon ^{i}\right){\Bigg |}_{\varepsilon =0}.}
En injectant les deux premières décompositions dans l'équation intégrale, on peut en déduire une méthode itérative de calcul des yn :
{\displaystyle y_{n+1}=\int _{0}^{t}A_{n}\left(s,y_{0}(s)...,y_{n}(s)\right)\,\mathrm {d} s}
Pouvant calculer à la suite chaque yn, on construit au fur et à mesure la solution finale y par sommation.

## Polynômes en dimension 1
Dans cette section on se restreint à d = 1. Les premiers polynômes d'Adomian (les dérivées correspondent à des dérivées partielles par rapport à y) sont alors :
{\displaystyle A_{0}={\frac {1}{0!}}\ f\left(t,\sum _{i=1}^{\infty }y_{i}\varepsilon ^{i}\right){\Bigg |}_{\varepsilon =0}=f\left(t,y_{0}\right),}
{\displaystyle A_{1}={\frac {1}{1!}}\ {\frac {\mathrm {d} }{\mathrm {d} \varepsilon }}f\left(t,\sum _{i=1}^{\infty }y_{i}\varepsilon ^{i}\right){\Bigg |}_{\varepsilon =0}=y_{1}{\frac {\partial }{\partial y}}f\left(t,y_{0}\right),}
{\displaystyle A_{2}={\frac {1}{2!}}\ {\frac {\mathrm {d} ^{2}}{\mathrm {d} \varepsilon ^{2}}}f\left(t,\sum _{i=1}^{\infty }y_{i}\varepsilon ^{i}\right){\Bigg |}_{\varepsilon =0}=y_{2}{\frac {\partial }{\partial y}}f\left(t,y_{0}\right)+{1 \over 2}y_{1}{\frac {\partial ^{2}}{\partial y^{2}}}f\left(t,y_{0}\right).}